# روجر ميلر (لاعب كريكت)
روجر ميلر (16 فبراير 1938 - )  (بالإنجليزية: Roger Miller)‏ هو لاعب كريكت بريطاني.